# Liberianisches Englisch
Als liberianisches Englisch bezeichnet man die Varietäten des Englischen im westafrikanischen Land Liberia.
Es gibt vier Varietäten:
- standardliberianisches Englisch oder liberianisches Siedlerenglisch
- Kru-Pidginenglisch
- liberianische Kreolsprache oder vernakuläres liberianisches Englisch
- Merico- oder Amerikoliberianisch

Immer mehr Liberianer sprechen Englisch, die einzige Amtssprache und Unterrichtssprache des Landes. Diese Verwendung des Englischen geht auf Kosten der einheimischen Landessprachen, die immer weniger gesprochen werden, da das Englische auch als Verkehrssprache zwischen den liberianischen Völkern dient. Der Begriff „liberianisches Englisch“ wird manchmal auch nur für die Varietäten Liberias ohne das standardliberianische Englisch verwendet.

## Standardliberianisches Englisch
Standardliberianisches Englisch ist die Sprache für jene Völker, deren afrikanisch-amerikanische Vorfahren nach Liberia im 19. Jahrhundert einwanderten. Diese Varietät ist eine übertragene Varietät des afroamerikanischen Englisch. Es unterscheidet sich am stärksten in isolierten Siedlungen wie Louisiana, Lexington und Bluntsville, kleine Gemeinschaften nördlich von Greenville im Sinoe County. Das Vokalsystem ist gehobener als in anderen westafrikanischen Varianten; standardliberianisches Englisch unterscheidet [i] von [ɪ] und [u] von [ʊ] und verwendet die Diphthonge [aɪ], [aʊ] und [əɪ]. Vokale können nasaliert werden. Der finale Vokal von happy ist [ɛ]. Es bevorzugt offene Silben, omittiert gewöhnlicherweise [t], [d] oder einen Frikativ. Die interdentalen Frikative [θ, ð] erscheinen initial als [t, d] und final als [f, v]. Der glottale Frikativ [h] wird als seine Sequenz [hw] präserviert. Affrikate haben ihre Stoppkomponenten verloren, so bei [t͡ʃ] > [ʃ]. Zwischen Vokalen kann [t] flappieren (>[ɾ]) wie im nordamerikanischen Englisch. Liquiden gehen am Ende von Wörtern oder vor Konsonanten verloren, was das standardliberianische Englisch zu einem nicht-rhotischen Dialekt macht.

## Kru-Pidginenglisch
Das Kru-Pidginenglisch ist eine ausgestorbene Varietät, die historisch von den 'Krumen', das heißt Kru-Männern, gesprochen wurde. Diese waren individuelle Bevölkerungsgruppen, meist von den Klao- und Grebo-Völkern, die als Seeleute auf Schiffen entlang der westafrikanischen Küste und als Wanderarbeiter und Diener in britischen Kolonien wie der Goldküste und Nigeria arbeiteten. Die 'Krumen-Tradition' datiert zurück zum Ende des achtzehnten Jahrhunderts. Mit dem Ende der britischen Kolonialpräsenz in Westafrika in der Mitte des 20. Jahrhunderts allerdings endete die Tradition, und mit ihr die dauerhafte Verwendung des Kru-Pidginenglisch.
Das Wort "Crew" im Sinne von Besatzung stammt höchstwahrscheinlich von dem Wort "Kru" als Bezeichnung des Volksstamms, weil nicht selten "Kru" als Seeleute auf Schiffen die "Crew" bildeten.

## Liberianische Kreolsprache
Die liberianische Kreolsprache (vernakuläres liberianisches Englisch), die verbreitetste Varietät, entwickelte sich aus dem liberianischen Binnenpidginenglisch, der liberianischen Variante des westafrikanischen Pidginenglisch, obwohl es signifikant vom liberianischen Siedlerenglisch beeinflusst wurde. Seine Phonologie verdankt es vor allem Liberias Krusprachen. So ist es weniger eine vom Standardenglisch gänzlich verschiedenes Pidgin, als eher eine Reihe von Varietäten – die von hoch pidginisierten bis zu dem Englischen sehr ähnelnden Varianten – reicht.